# Ramsete (nome)
Ramsete  è un nome proprio di persona italiano maschile.

## Varianti
- Maschili: Ramesse[1]

### Varianti in altre lingue
- Catalano: Ramsès[2]
- Greco antico: Ῥαμέσσης (Rhamesses)[3]
- Inglese: Ramses[3][4], Rameses[3][4], Ramesses[3][4]
- Spagnolo: Ramsés[2]

## Origine e diffusione

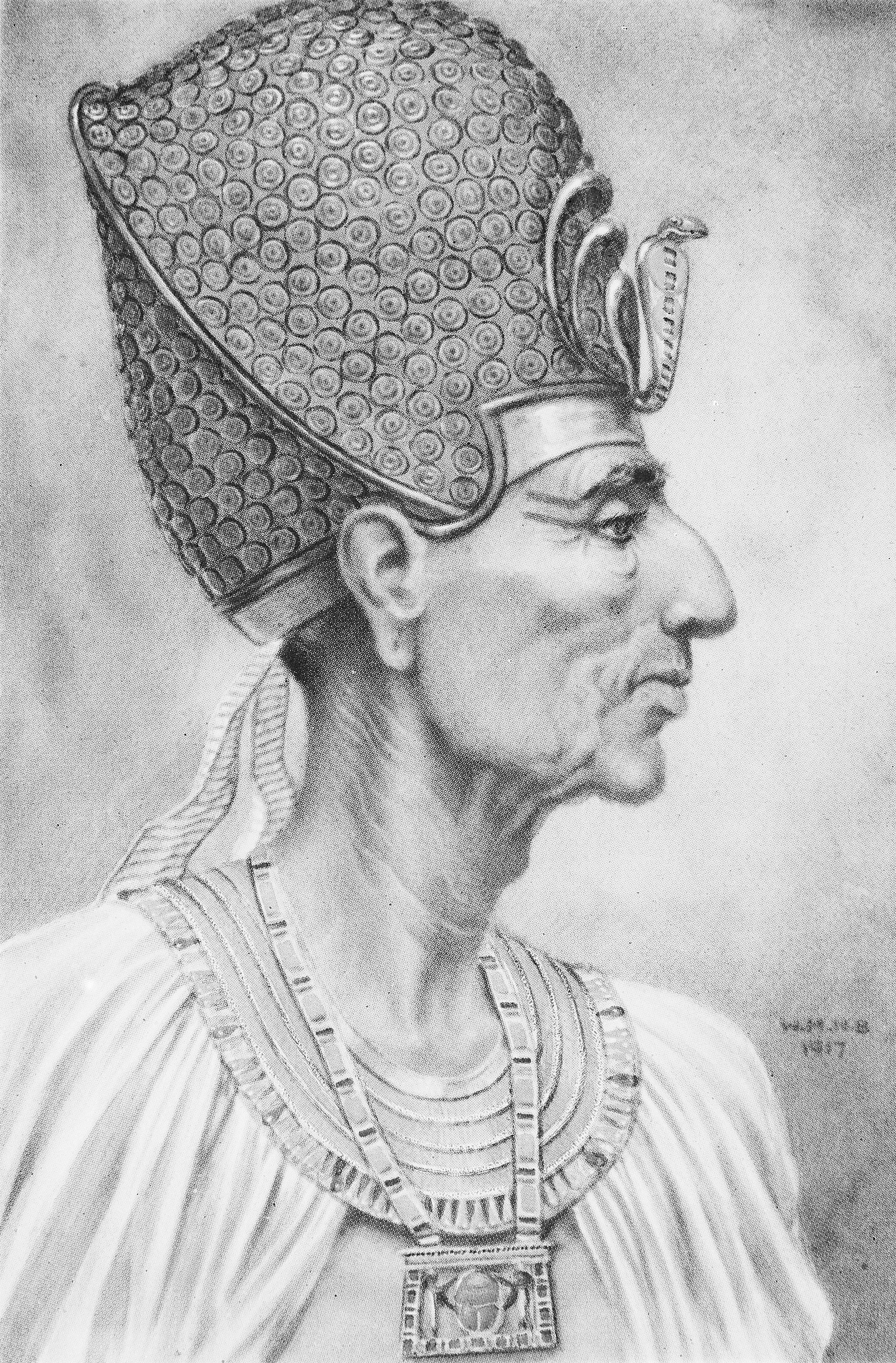
Il faraone Ramses II

Il nome, rarissimo in italiano, richiama quello di almeno quindici faraoni dell'antico Egitto; tra questi si possono citare in particolare Ramses II, che condusse diverse campagne militare contro gli ittiti e costruì vari monumenti, e Ramses III, che difese l'Egitto dai libici e dai Popoli del Mare.
Il nome, giuntoci dall'egizio rꜥ-ms-sw (ricostruito come Ramessu) tramite il greco antico Ῥαμέσσης (Rhamesses), è composto dalla radice msj ("essere nato", da ms, "concepire" e sw, "egli") e dal nome del dio Ra: si tratta quindi di un nome teoforico, con il suo significato di "nato da Ra", "figlio di Ra", "concepito da Ra", o "Ra l'ha generato".

## Onomastico
Non vi sono santi con questo nome, che quindi è adespota; l'onomastico si può festeggiare il 1º novembre, giorno di Ognissanti.

## Persone

### Varianti
- Ramses Barden, giocatore di football americano statunitense
- Ramsés Bustos, calciatore cileno

Faraoni
- Ramses I, primo faraone della XIX dinastia
- Ramses II, terzo faraone della XIX dinastia
- Ramses III, secondo faraone della XX dinastia
- Ramses IV, faraone della XX dinastia
- Ramses V, faraone della XX dinastia
- Ramses VI, faraone della XX dinastia
- Ramses VII, faraone della XX dinastia
- Ramses VIII, faraone della XX dinastia
- Ramses IX, faraone della XX dinastia
- Ramses X, faraone della XX dinastia
- Ramses XI, faraone della XX dinastia